# Bricorama
Ne doit pas être confondu avec Bricomarché.
Bricorama est une chaîne française de grande distribution spécialisée dans le bricolage, dont le siège est basé à Villiers-sur-Marne. L’enseigne a été rachetée par le Groupement Mousquetaires en janvier 2018. Le premier magasin est créé en 1975 à Paris, c’est le premier commerce de bricolage moderne.

## Histoire

### Origines
Le premier magasin de la chaîne ouvre ses portes en 1968, à Rouen, sur le site d'un négoce en matériaux appartenant à la SCAC (Société commerciale d'Afrique centrale). Celle-ci comporte plusieurs filiales dont SCAC Transport, SCAC Bois, SCAC Voyage. La filiale SCAC Matériaux crée, sous l'impulsion de Michel Monier, le premier magasin de bricolage moderne tel que nous les connaissons aujourd'hui.
À la fin des années 1970, l'enseigne se développe en ouvrant des magasins en propre et en franchisant des quincailliers traditionnels qui cherchent à moderniser leur entreprise.
Au début des années 1980, une nouvelle directrice générale est nommée par la SCAC. Mais le groupe rencontre de graves problèmes internes ; il est alors racheté par Vincent Bolloré qui le démantèle.

### Années 1990-2000

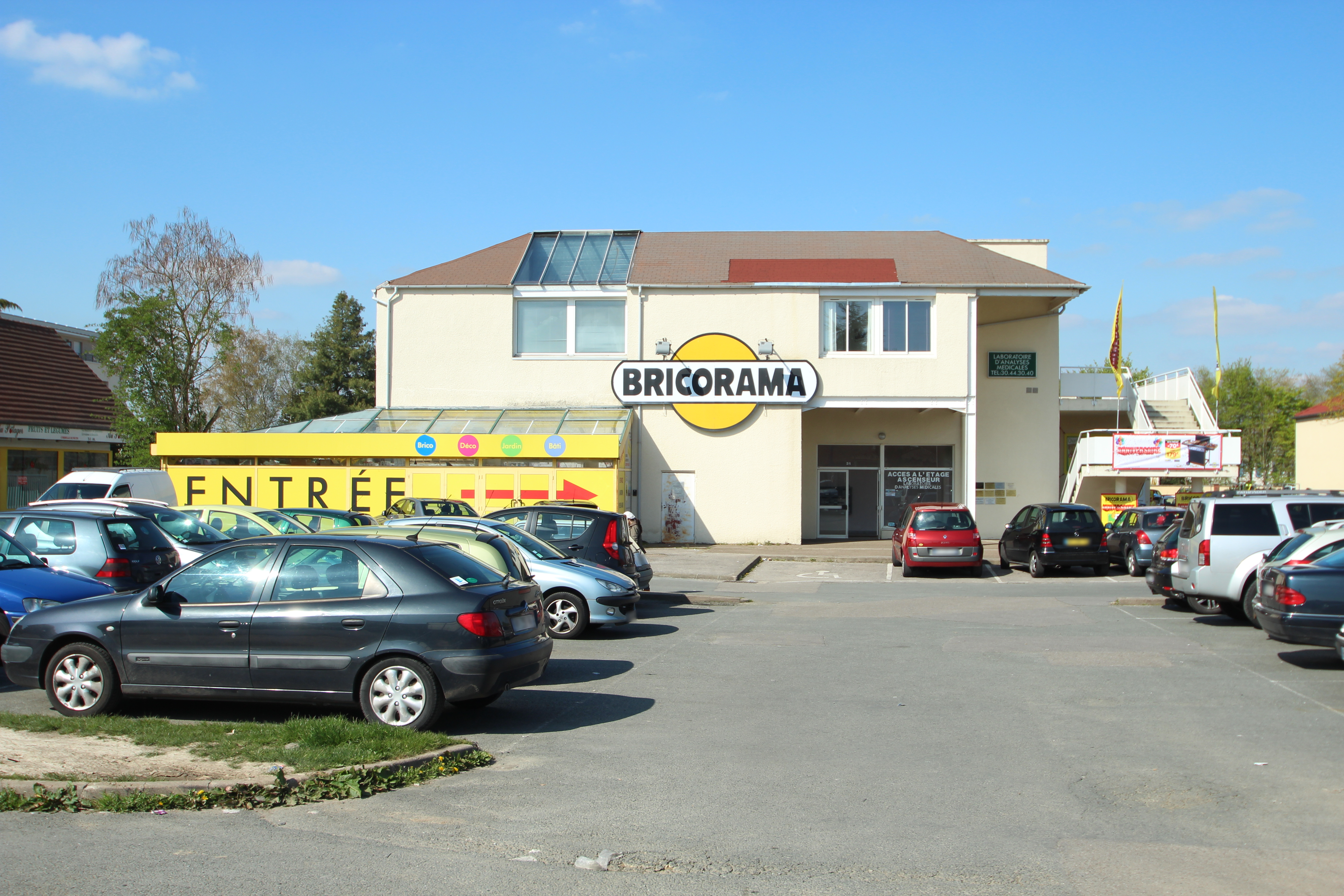
Bricorama de Voisins-le-Bretonneux.

En 1975, Jean-Claude Bourrelier ouvre avec un associé un premier magasin de bricolage, à Paris, place d'Italie, La Maison du 13e. En 1980 est créée l'enseigne Batkor.
Vincent Bolloré démantèle alors le groupe qu'il a acheté. Bricorama, filiale de vente de matériel de bricolage du groupe, passe sous le contrôle de Carrefour-Euromarché-Euroloisir puis de Castorama qui est dans l'obligation (loi anti-monopole) de se séparer de quelques magasins. En 1992, profitant du démantèlement, Jean-Claude Bourrelier rachète une quinzaine de magasins et le nom Bricorama.
En 1995, La Bricaillerie est rachetée, spécialisée dans le petit bricolage. En 1997, la branche continentale (implantée au Benelux) du groupe britannique Wickes est acquise. En 1998, l'enseigne Outirama est rachetée.
En 2001, Bricorama rachète les six magasins Bricostore,,.
En 2009, Bricorama ouvre un magasin en Tunisie. C'est le cadre d'une franchise accordée à Med Business Holdings appartenant à Imed Trabelsi, membre du clan Ben Ali. À la suite de la chute du régime Ben Ali en 2011, l'état tunisien prend le contrôle de la société dans le cadre de la loi de confiscation. En 2016, la société perd ses droits de franchise sur la Tunisie et la Libye.

### Années 2010

#### Bricorama et la loi «Maillié»
En octobre 2012, la cour d'appel de Versailles rend un jugement qui condamne Bricorama, en application de la loi dite « Maillié » du 10 août 2009 qui réaffirme le principe du repos dominical, à fermer le dimanche 32 magasins en Île-de-France.
En octobre 2013, Jean-Claude Bourrelier dénonce l'impunité dont bénéficient ses concurrents sur la question de la fermeture des magasins le dimanche. Un décret du 31 décembre 2013 autorise certains magasins de bricolage à ouvrir leurs portes le dimanche jusqu'au 1er juillet 2015.
Le 12 février 2014, l'autorisation est suspendue par le juge des référés du Conseil d'État.

#### Changement d'actionnariat
Le 5 juillet 2017, le groupement de distributeurs indépendants Les Mousquetaires, connu pour ses enseignes Intermarché et Bricomarché, entre en négociations exclusives pour racheter Bricorama afin de donner naissance au numéro trois du bricolage en France. Dans un communiqué commun, Bricorama et ITM Équipement de la maison, filiale du groupement Les Mousquetaires qui exploite Bricomarché et Brico Cash, annoncent avoir signé un accord non engageant et préliminaire prévoyant l’acquisition par ITM des activités françaises et espagnoles de Bricorama, ainsi que de son bureau de sourcing asiatique. Les activités de Bricorama en Belgique ne seraient ainsi pas cédées ni les murs des magasins.
Fin 2017, l'enseigne est rachetée par le groupement Les Mousquetaires via sa filiale ITM Equipement de la Maison.
Le rachat est autorisé le 18 décembre par la Haute Autorité sous réserve d'engagement de la cession de cinq points de vente Bricorama et d'un contrat de franchise. Pour ces points de vente en effet et dans ces zones de chalandise, elle a considéré que le rachat créait des « doutes sérieux d'atteinte à la concurrence » (il y a 164 magasins Bricorama en France dont 107 intégrés et 57 en franchise).
Les magasins concernés se situent à Cahors (Lot), Belley (Ain), Gourdan-Polignan (Haute-Garonne), Lannion (Côtes d'Armor) et Soissons (Aisne). Quant au franchisé, c'est celui de Saint-Aignan (Loir-et-Cher).

## Identité visuelle

Logo de 1975 à 2022.
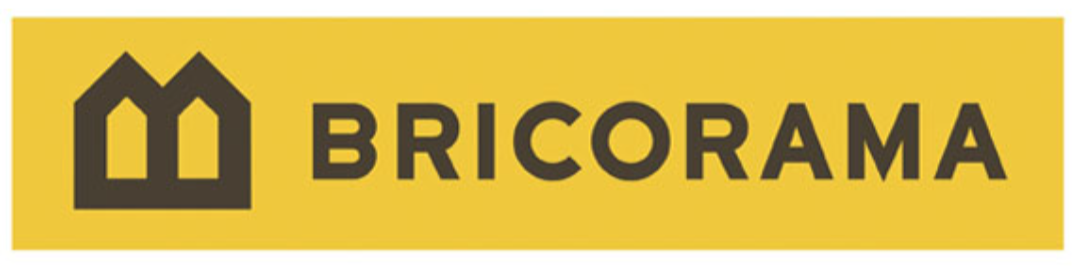
Logo alternatif de 2011 à 2021. Peu utilisé contrairement au précédent.
Logo depuis 2021.

## Activité
La chaîne employait en 2008 près de 4 000 personnes. Le groupe est présent en France, en Espagne et aux Pays-Bas avec 187 magasins de bricolage dont 89 en France, 62 au Benelux (38 en Belgique, 24 aux Pays-Bas) et 8 en Espagne, plus 28 franchisés.
Il y a aussi un magasin en Géorgie
Le groupe compte quatre enseignes différentes : Bricorama elle-même, mais aussi Batkor en France, Karwei (en) aux Pays-Bas et Gamma en Belgique et aux Pays-Bas.
C'est le quatrième acteur français du bricolage, derrière les groupes ADEO (35 % de part de marché), Kingfisher (34 %), et Mr Bricolage (11 %).
En octobre 2013, le groupe annonce un chiffre d'affaires en recul de 3,5 %, et la fermeture de deux enseignes aux Pays-Bas et en Belgique.
Le groupe fait partie du CAC Small 90.
| Années                        | 2005 | 2006 | 2007 | 2008 | 2009 | 2010 | 2011 | 2012 | 2013 | 2014 | 2015 | 2016 |
| ----------------------------- | ---- | ---- | ---- | ---- | ---- | ---- | ---- | ---- | ---- | ---- | ---- | ---- |
| Chiffre d'affaires            | 624  | 632  | 650  | 659  | 676  | 698  | 733  | 732  | 692  | 675  | 725  | 717  |
| Résultat net                  | 20,8 | 22,1 | 23,5 | 20,0 | 21,0 | 22,2 | 24,1 | 15,1 | 11,6 | 12,7 | 14,9 | 10,8 |
| Capitaux propres              | 184  | 204  | 228  | 243  | 258  | 274  | 290  | 292  | 301  | 307  | 318  | 323  |
| Résultat opérationnel courant | 20   | 32   | 32   | 29   | 33   | 37   | 42   | 31   | 24,6 | 25,8 | 30,3 | 30,4 |